# أبراج اللهب
أبراج اللهب هو مجمع سكني في باكو، أذربيجان ،بلغت تكلفة بناءه 350 مليون دولار أمريكي. وهو أحد أطول المباني في باكو. بدء البناء في عام 2007، وأنجز عام 2012.
تتكون أبراج اللهب من 3 أبراج: البرج الشرقي، البرج الغربي والبرج الجنوبي. يصل ارتفاع المباني إلى 190 متراً (620 قدماً) تتكون الأبراج من شقق سكنية، ومكاتب إدارية، وفندق ومركز تسوق.
تتحول واجهات أبراج اللهب إلى شاشات عرض عملاقة تتكون من 10,000 مصباح LED عالي الطاقة من شركة Osram.
تم عمل مسلسل وثائقي عن الأبراج وعرض على قنوات ديسكفري والعلوم وسمي بتحول أذربيجان المذهل وعرض في 22 أبريل 2011 في الموسم التاسع من برنامج عمارة متطرفة (extreme engineering ).